# Boucle de Byl
La boucle de Byl est une structure autoréplicante d'un automate cellulaire particulier.
L'automate cellulaire comporte six états distincts, tandis que la structure originale de la boucle est composée de 12 cellules :
```
 22
2312
2342
 25
```

Le fonctionnement de la boucle de Byl est similaire à celui de la boucle de Langton : une excroissance est créée vers un côté de la structure et finit par se replier sur elle-même afin de créer une deuxième boucle distincte.